# آرنه پدرسن (دوچرخه‌سوار)
آرنه پدرسن (انگلیسی: Arne Pedersen; ۷ سپتامبر ۱۹۱۷ – ۱۵ سپتامبر ۲۰۰۱) دوچرخه‌سوار اهل دانمارک بود.